# Manfred Rogner
Manfred Rogner (* 9. September 1946 in Duisburg) ist ein Fachbuchautor für Reptilien und Amphibien sowie anerkannter Echsen- und Schildkrötenexperte und aktiv im Natur- und Artenschutz.
Rogner ist pensionierter Lehrer. Er hat Deutsch und Biologie unterrichtet. Seit dem Jahr 1970 schreibt er Artikel in Zeitschriften und seit 1985 Bücher. 2002 wurde Rogner pensioniert und machte sein bisheriges Hobby zum Beruf. Seine Bücher erschienen auch in Amerika, Polen, Frankreich, Tschechien, Spanien und China.
Rogner lebt in Hürtgenwald-Vossenack und ist ehrenamtlicher Richter am Verwaltungsgericht in Aachen (8. Kammer).

## Bücher (Auswahl)
Rogner hat über 40 Bücher geschrieben. Dazu zählen unter anderem:
- Europäische Sumpfschildkröte. Emys orbicularis (= Schildkrötenbibliothek. Bd. 4). Edition Chimaira, Frankfurt am Main 2009, ISBN 978-3-89973-504-8.
- Schildkröten. Biologie, Haltung, Vermehrung. Ulmer, Stuttgart 2008, ISBN 978-3-8001-5440-1.
- Echsen. Haltung, Pflege und Zucht im Terrarium. 2 Bände. Ulmer, Stuttgart 1992–1994 (Neuauflage 1-bändig = 2., aktualisierte und erweiterte Auflage als: Echsen. Verbreitung, Pflege, Zucht. ebenda 2005, ISBN 3-8001-4380-1);
  - Band 1: Geckos, Flossenfüße, Agamen, Chamäleons und Leguane. 1992, ISBN 3-8001-7248-8;
  - Band 2: Warane, Skinke und andere Echsen sowie Brückenechsen und Krokodile. 1994, ISBN 3-8001-7253-4.
- Wasserschildkröten. Franckh-Kosmos Verlags-GmbH & Co., Stuttgart 2003, ISBN 3-440-09512-6.
- Kanarische Inseln. (Flora, Fauna, Strände, Reiserouten, Naturschutz, Nationalparks). NTV Reise, Münster 2002, ISBN 3-931587-51-7.
- PraxisRatgeber Eidechsen. Edition Chimaira, Frankfurt am Main 2001, ISBN 3-930612-60-7.